# Taika Waititi
Taika David Waititi, også kendt som Taika Cohen (født 16. august 1975) er en newzealandsk filminstruktør, manuskriptforfatter, komiker og skuespiller.

## Filmografi

### Instruktør
- Jojo Rabbit (2019)
- Thor: Ragnarok (2017)
- Hunt for the Wilderpeople (2016)
- What We Do in the Shadows (2014)

### Skuespiller
- Jojo Rabbit (2019) - Adolf Hitler
- The Mandalorian (2019) - IG-11
- Thor: Ragnarok (2017) - Korg
- Green Lantern (2011) - Thomas Kalmaku